# Ralt
 (juillet 2020).
Si vous disposez d'ouvrages ou d'articles de référence ou si vous connaissez des sites web de qualité traitant du thème abordé ici, merci de compléter l'article en donnant les références utiles à sa vérifiabilité et en les liant à la section « Notes et références ».
Ralt ou Ralt Engineering Ltd est un constructeur de monoplaces de course et une ancienne écurie britannique de sport automobile. La société est fondée en 1974 par l'ex-associé de Jack Brabham, Ronald Sidney Tauranac, dit « Ron Tauranac », après la vente de Brabham à Bernie Ecclestone, fin 1971. Elle doit son nom à la Ralt 500, la voiture aux mains de laquelle remporta, en 1954, le CAMS NSW Hillclimb Championship, le championnat de Nouvelle-Galles du Sud de course de côte de la Confédération australienne du sport automobile (en).
Son nom est l'acronyme de « Ron & Austin Lewis Tauranac », ce dernier étant frère de Ron.
Elle est vendue en 1988 à March Engineering.

## RT1
Le premier châssis produit par Ralt est la RT1, une voiture simple et polyvalente utilisée en Formule 2, Formule 3 et Formule Atlantique entre 1975 et 1978. En 1975, elle remporte son premier succès : la Coupe d'Europe de Formule 3, aux mains du pilote automobile australien Larry Perkins.
En 1976, elle s'impose en Formule 2 aux mains du pilote germano-suédois de Freddy Kottulinsky au Nurburgring. Elle remporte aussi le championnat d'Allemagne de Formule 3 aux mains de Bertram Schäfer.
En 1977, elle remporte, avec Elio De Angelis, le championnat d'Italie de Formule 3 et celui de Suède.
En 1978, elle remporte, avec Derek Warwick et Nelson Piquet, les deux championnats britanniques de Formule 3 ainsi que, avec Bertram Schäfer, les championnats d'Allemagne, de Suède et d'Europe de la discipline.
D'autres championnats sont remportés par des pilotes de Ralt en 1979 et 1980, en Formule 3, Formule Atlantic et Formule Super Vee.

## RT2 et dérivés

### RT2
La RT2 est une Formule 2, engagée en 1979, trois voitures étant construites pour l'écurie Toleman.

### RT3
La RT3 est une Formule 3, dérivée de la RT2.

### RT4
La RT4 est une Formule Atlantique dérivée de la RT2. La RT4 fut engagée en Formule 1 australienne (Australian Formula 1) et en Formula Mondial. Elle gagna le Grand-Prix d'Australie de 1981 à 1984, aux mains de Roberto Moreno (vainqueur en 1981, 1983 et 1984) et d'Alain Prost (vainqueur en 1982), ainsi le championnat d'Australie des pilotes de 1984 à 1986, aux mains de John Bowe (en) (champion en 1984 et 1985) et de Graham Watson (champion en 1986).
Une RT4S, dérivée de la RT4, apparaissait parfois en F2.

### RT5
La RT5 est une Formule Super Vee, dérivée de la RT2 et très semblable à la RT3.
De 1980 à 1990, elle remporta neuf championnats américains SCCA Super Vee : en 1980, avec Peter Kuhn ; en 1981, avec Al Unser Jr. ; en 1982, avec Michael Andretti ; en 1984, avec Arie Luyendyk ; en 1985, avec Ken Johnson ; en 1987, avec Scott Atchison ; en 1988, avec Ken Murillo ; en 1989, avec Mark Smith ; et en 1990, avec Stuart Crow.
De 1980 à 1982, elle remporta, trois championnats d'Europe de Super Vee : en 1980 et 1981, avec John Nielsen ; et en 1982, avec Walter Lechner.
Elle remporta aussi, en 1980, le championnat USAC Mini-Indy, avec Peter Kuhn.

## RH6
La RH6 marque le début de l'association de Ralt avec le motoriste japonais Honda en Formule 2.
La RH6 gagne le championnat d'Europe de Formule 2 en 1981, avec Geoff Lees, puis en 1983, avec Jonathan Palmer (Mike Thackwell, 2e) et en 1984, avec Mike Thackwell (Roberto Moreno, 2e).
En 1985, la RB20 est la première Formule 3000 du constructeur. La RB20 (« B » pour Bridgestone, l'équipementier et sponsor principal de Ralt), est un développement de la RH6/84 sur laquelle était monté un V8 Cosworth DFV (Double Four Valve).

## Galerie

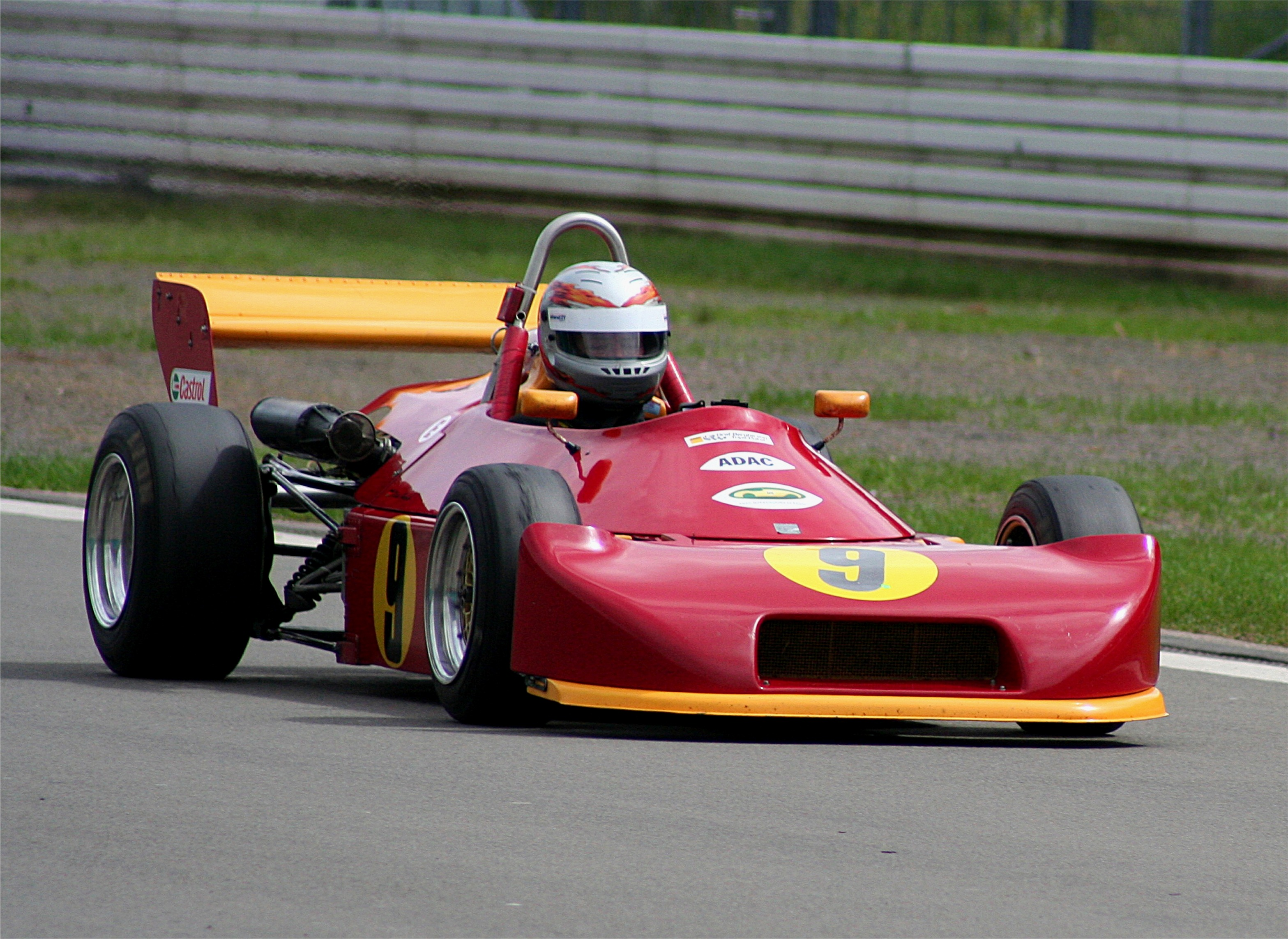
une RT1 de 1976.
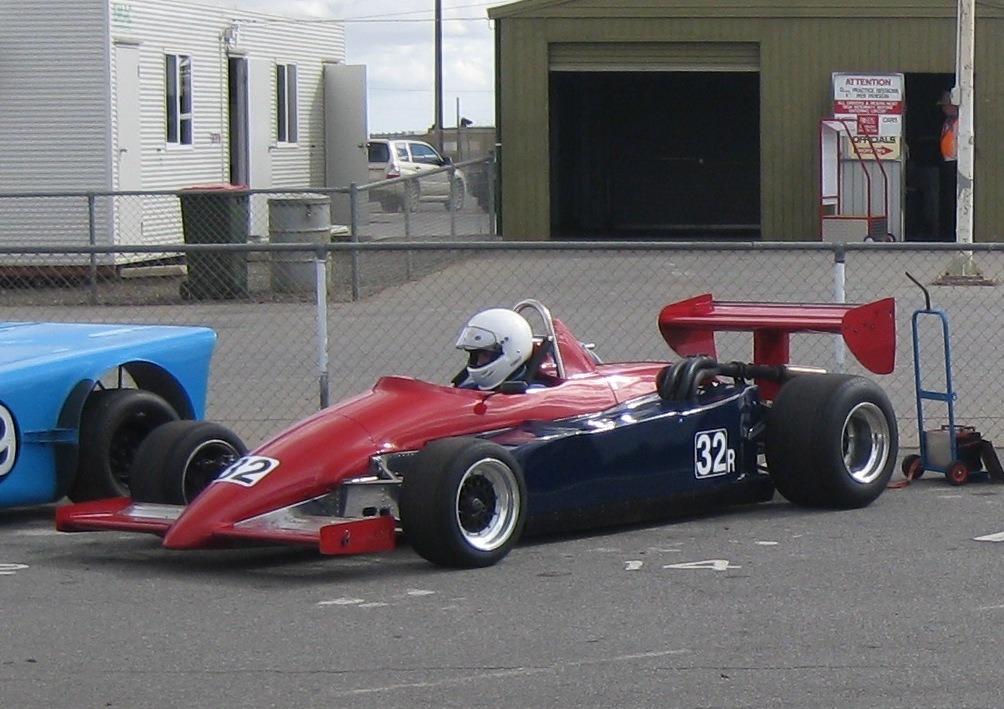
Une RT4.
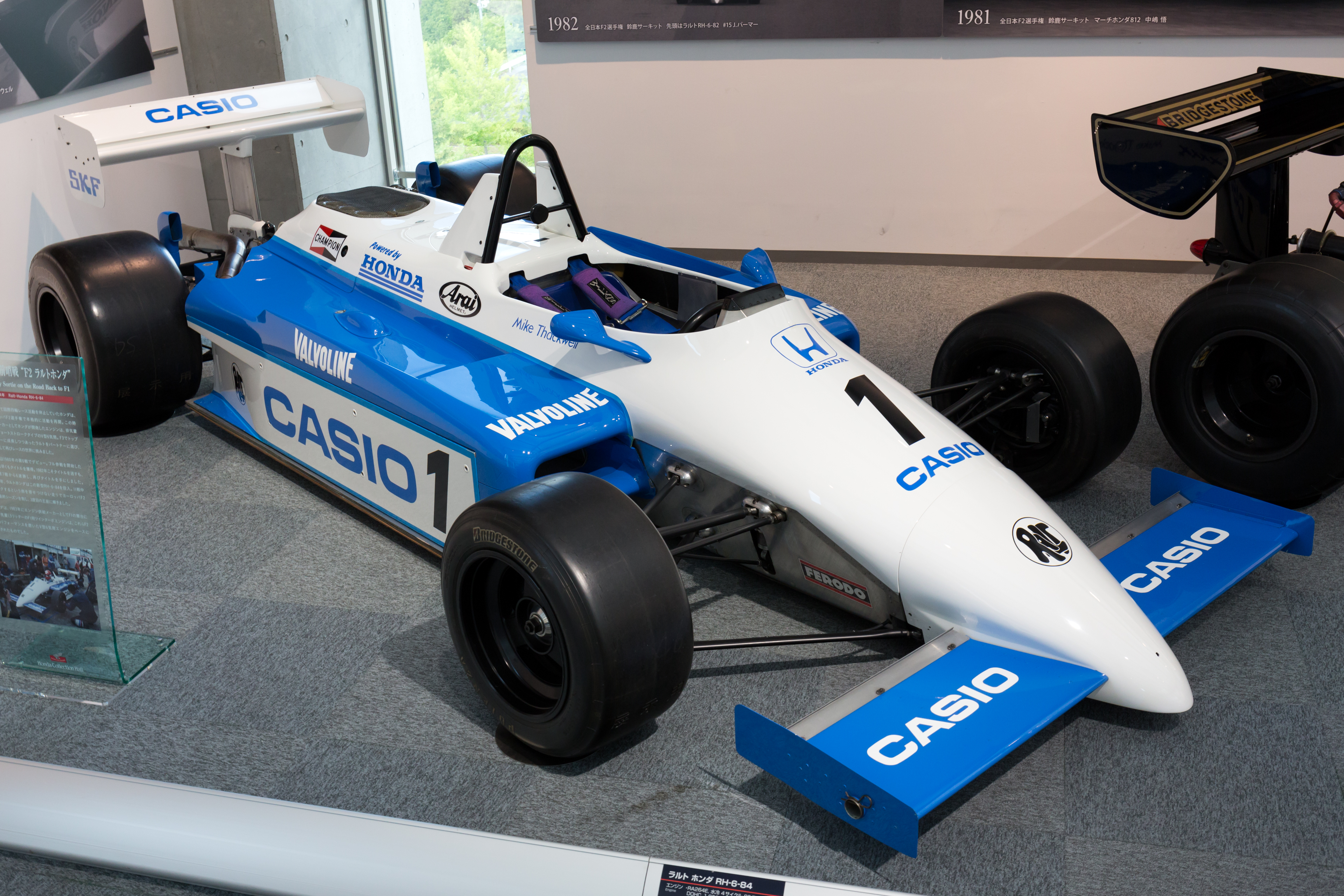
Une RH6/84.